# Симоново (Торжокский район)
Си́моново — деревня в Торжокском районе Тверской области. Относится к Марьинскому сельскому поселению.
Находится в 20 км (по прямой) к востоку от Торжка, в 7 км от села Марьино.
Южнее деревни по проекту будет проходить скоростная автомагистраль Москва — Санкт-Петербург.

## Население
| 2010 |
| ---- |
| 1    |

## История
Во второй половине XIX — начале XX века деревня Симоново относилась к Дмитровскому приходу Марьинской волости Новоторжского уезда. В 1884 году — 17 дворов, 115 жителей.
В 1940 году деревня в составе Васильковского сельсовета Медновского района Калининской области.
В 1996 году в деревне 4 хозяйства, 8 жителей.